# La Blonde et le Privé
Pour plus de détails, voir Fiche technique et Distribution.
La Blonde et le Privé (Come Die with Me: A Mickey Spillane's Mike Hammer Mystery) est un téléfilm américain réalisé par Armand Mastroianni, diffusé le 6 décembre 1994. Il reprend les personnages et l'univers de Mike Hammer.

## Synopsis
A Miami, un détective privé accepte avec réticence l'affaire d'une jeune femme dont le père s'est mystérieusement évaporé il y a dix ans.

## Fiche technique
- Titre français : La Blonde et le Privé
- Titre original : Come Die with Me: A Mickey Spillane's Mike Hammer Mystery
- Réalisation : Armand Mastroianni
- Scénario : John Lau
- Musique : Ron Ramin
- Photographie : James R. Bagdonas
- Montage : Scott Vickrey
- Production : Jeff Morton
- Sociétés de production : CBS Entertainment Production, Caroline Film Productions & Jay Bernstein Productions
- Société de distribution : CBS
- Pays :  États-Unis
- Langue : Anglais
- Format : Couleur - Stéréo - 1.33:1
- Genre : Policier, Comédie
- Durée : 87 min

## Distribution
- Rob Estes : Mike Hammer
- Pamela Anderson : Velda
- Randi Ingerman : Trinity Sinclair
- Darlanne Fluegel : L'inspecteur Pat Chambers
- James Hong : Nathan
- Julian Reyes : Luis
- Geoff Meed : Schlitz
- Bert Remsen : Le guichetier du champ de courses
- Chuck McCann : Le directeur de l'hôtel